# Jag såg en stjärna falla
Jag såg en stjärna falla är en psalmtext av den kände frikyrklige sångförfattaren Carl Boberg. Till psalmen har psalmboksutgivaren Emil Gustafson fogat ett citat ur Jesaja 14:12 (omnämnd som Esau) Huru är du af himmelen fallen, du glänsande stjärna?
I Herde-Rösten 1892, har psalmen åtta verser och rubriken i singularis "Den fallna stjernan". Någon författare anges inte och trots stora likheter i verserna 1, 3, 4, 5, 6 och 7 så är dessa lätt bearbetade och refrängtexten nedan används som vers 8.I Hjärtesånger 1895 har utgivaren Emil Gustafson] valt en titel med stjärnor i plural "Fallna stjärnor"
Sången har sju verser och en refrängtext som lyder:
Stån redo bröllopstärnor,
Si, Jesus kommer snart!
O, vaknen fallna stjärnor,
Stån upp och lysen klart!

## Psalmen finns publicerad i
- Herde-Rösten 1892 som nr 149 under rubriken "Betraktelse".
- Hjärtesånger 1895 som nr 13 med titeln "Fallna stjärnor" under rubriken "Väckelse- och Inbjudningssånger".